# Stathmós Afidnón
Stathmós Afidnón (Stathmos Afidnon) är en ort i Grekland.   Den ligger i prefekturen Nomarchía Anatolikís Attikís och regionen Attika, i den sydöstra delen av landet, 26 km norr om huvudstaden Aten. Stathmós Afidnón ligger 273 meter över havet och antalet invånare är 293.
Terrängen runt Stathmós Afidnón är kuperad. Runt Stathmós Afidnón är det tätbefolkat, med 762 invånare per kvadratkilometer. Närmaste större samhälle är Acharnes, 15,2 km sydväst om Stathmós Afidnón. 